# Eremophila bignoniiflora
Eremophila bignoniiflora es un árbol o arbusto que es nativo de  Australia.

## Descripción
La especie puede crecer a una altura que varía entre 1 metro y 8 metros. Tiene hojas blancas o crema. 

## Taxonomía
La primera descripción de la especie fue publicada por el botánico George Bentham en 1848 quien le dio el nombre Stenochilus bignoniaeflorus.

## Nombres comunes
La especie tiene varios nombres comunes incluyendo arbusto bignonia emú (bignonia emu bush),  wilga de arroyo (creek wilga),  eurah, gooramurra, kurumbimi (nombres aborígenes australianos y argee de río (river argee).

## Distribución
La especie crece en las planicies inundables y todos los estados y territorios de Australia continental.